# Veliki Kal (gmina Mirna Peč)
Veliki Kal – wieś w Słowenii, w gminie Mirna Peč. W 2018 roku liczyła 111 mieszkańców.